# Tomás Magistro
Tomás, apodado Magistro (en griego: Θωμάς Μάγιστρος), también conocido por el nombre religioso Theodoulos Monachos, fue una erudito bizantino, nativo de Salónica (1282–1328), gramático y asesor de Andrónico II Paleólogo, 
Su principal obra, Ἐκλογὴ ὀνομάτων καὶ ῥημάτων ἀττικῶν, es una colección de palabras y frases áticas seleccionadas, parcialmente ordenadas en orden alfabético, compiladas para ayudar a redactar en griego, tomadas de las obras de Frínico, Amonio, Herodiano, y Meris. También escribió escolios de Esquilo, Sófocles, Eurípides (con una biografía), y tres de las comedias de Aristófanes; los escolios de Píndaro, atribuidos a él en dos manuscritos, hoy se atribuyen a Demetrio Triclinio. Sus discursos y cartas en parte son declamaciones sobre los temas sofísticos habituales, en parte sobre acontecimientos históricos contemporáneos: una discusión entre los padres de Cinégiro y Calímaco (dos atenienses caídos en la Batalla de Maratón) sobre a cuál correspondía más que se pronunciara primero su discurso fúnebre; Tomás es el escritor  de un espejo de príncipes dirigido a Andrónico II Paleólogo; una defensa del general bizantino Candrenos dirigida al emperador; una carta sobre las crueldades de los catalanes y turcos de Tesalia y Macedonia; una carta de felicitación a Teodoro Metoquita; y un panegírico sobre el rey de Chipre.